# Borki (gmina)
Borki – gmina wiejska w województwie lubelskim, w powiecie radzyńskim. W latach 1975–1998 gmina położona była w województwie lubelskim. Gmina Borki jest jedyną gminą powiatu radzyńskiego, która w latach 1975–1998 nie należała do województwa bialskopodlaskiego.
Siedzibą gminy są Borki.
Według danych z 31 grudnia 2017 roku gminę zamieszkiwało 6030 osób.

## Historia
Gmina Borki powstała 1 stycznia 1973 z połączenia gromady Borki i gromady Wola Osowińska. Dodatkowo w skład gminy weszły wsie Tchórzew-Kolonia i Tchórzew Wieś z gromady Kock oraz Olszewnica z gromady Biała. Gmina Borki jest jedną z siedmiu gmin powiatu radzyńskiego. Położona jest w południowo-zachodniej części powiatu.

### Władze gminy
|  |  | - Edmund Zgrajka (1973–1977), - Tadeusz Mitura (1977–1981), - Andrzej Rozwałka – Naczelnik Komisaryczny (1981–1982), - Wiesław Milaniuk (1982–1990), - Wiesław Milaniuk (1990–1991), - Marek Korulczyk (1991–1998), - Henryk Roman Mateusiak (1998–2014), - Radosław Sałata (2014–2024) - Marcin Czyżak (2024-...) |

## Struktura powierzchni
Według danych z roku 2002 gmina Borki ma obszar 111,83 km², w tym:
- użytki rolne: 78%
- użytki leśne: 14%

Gmina stanowi 11,59% powierzchni powiatu.

## Demografia

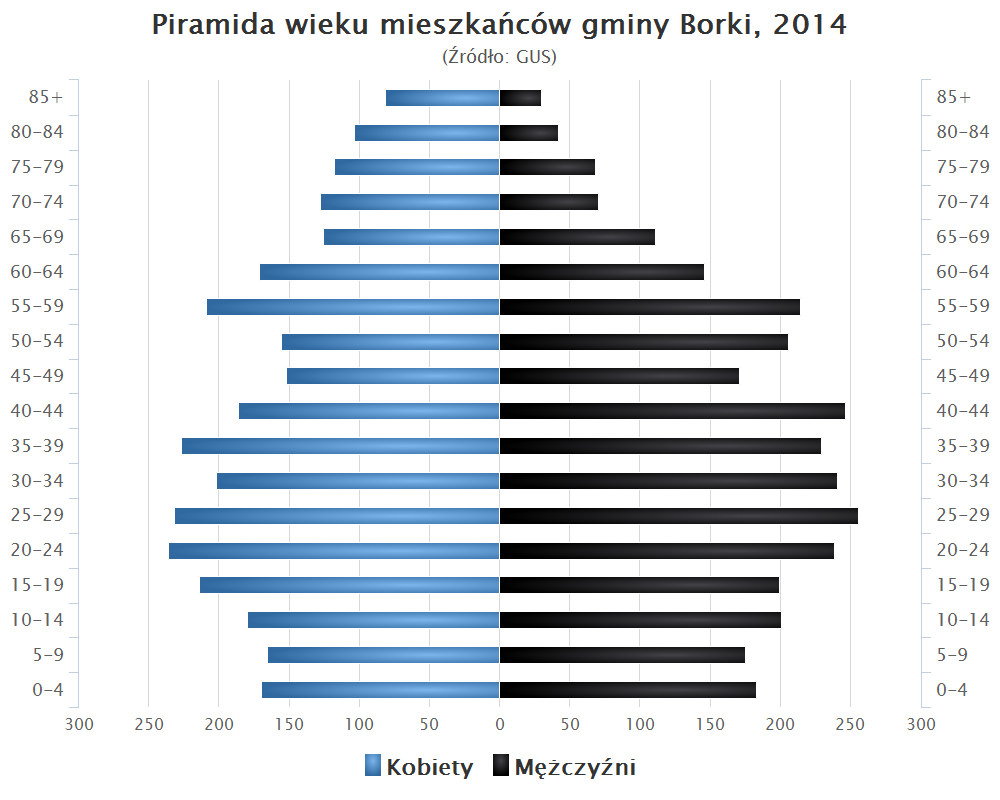
Piramida wieku mieszkańców gminy Borki w 2014 roku

Dane z 30 czerwca 2004:
| Opis                              | Ogółem | Ogółem | Kobiety | Kobiety | Mężczyźni | Mężczyźni |
| --------------------------------- | ------ | ------ | ------- | ------- | --------- | --------- |
| Jednostka                         | osób   | %      | osób    | %       | osób      | %         |
| Populacja                         | 6151   | 100    | 3072    | 49,9    | 3079      | 50,1      |
| Gęstość zaludnienia (mieszk./km²) | 55     | 55     | 27,5    | 27,5    | 27,5      | 27,5      |

## Wykaz miejscowości w administracji gminy
| Bagno | przysiółek wsi | Tchórzew         |         | 51°40′49″N 22°30′32″E/51,680278 22,508889 |
| Bernaty | przysiółek wsi | Tchórzew         |         | 51°40′59″N 22°33′15″E/51,683056 22,554167 |
| Borki | wieś           |                  | 0378885 | 51°43′16″N 22°31′28″E/51,721111 22,524444 |
| Kolonia Borki | kolonia wsi    | Borki            |         | 51°42′30″N 22°29′55″E/51,708333 22,498611 |
| Borowe | osada          |                  | 0379057 | 51°46′44″N 22°29′03″E/51,778889 22,484167 |
| Brondzin | część wsi      | Wola Chomejowa   | 1024037 | 51°47′08″N 22°25′05″E/51,785556 22,418056 |
| Czerwonka | przysiółek wsi | Tchórzew         |         | 51°40′54″N 22°31′06″E/51,681667 22,518333 |
| Czyrśle | przysiółek wsi | Tchórzew         |         | 51°41′43″N 22°30′39″E/51,695278 22,510833 |
| Filipina | część wsi      | Wola Osowińska   | 0379070 | 51°43′33″N 22°26′06″E/51,725833 22,435000 |
| Fiukówka | przysiółek wsi | Krasew           |         | 51°45′13″N 22°26′42″E/51,753611 22,445000 |
| Kaczorek | przysiółek wsi | Krasew           |         | 51°45′35″N 22°26′07″E/51,759722 22,435278 |
| Krasew | wieś           |                  | 0378900 | 51°45′42″N 22°28′30″E/51,761667 22,475000 |
| Krzywie | część wsi      | Wola Osowińska   | 0379092 | 51°44′24″N 22°26′16″E/51,740000 22,437778 |
| Łan | część wsi      | Krasew           | 1024066 | 51°45′40″N 22°26′47″E/51,761111 22,446389 |
| Maków | część wsi      | Krasew           | 1024072 | 51°44′29″N 22°27′49″E/51,741389 22,463611 |
| Maruszewiec | wieś           |                  | 0378916 | 51°41′50″N 22°31′52″E/51,697222 22,531111 |
| Międzyrowie | przysiółek wsi | Stara Wieś       |         | 51°42′46″N 22°32′13″E/51,712778 22,536944 |
| Niwki | przysiółek wsi | Tchórzew         |         | 51°41′28″N 22°32′34″E/51,691111 22,542778 |
| Nowiny | wieś           |                  | 0378939 | 51°42′56″N 22°25′15″E/51,715556 22,420833 |
| Kolonia Nowiny | kolonia wsi    | Nowiny           |         | 51°42′44″N 22°26′12″E/51,712222 22,436667 |
| Maruszewiec Pofolwarczny | wieś           | Tchórzew         | 0378922 | 51°42′00″N 22°33′28″E/51,700000 22,557778 |
| Olszewnica | wieś           |                  | 0378951 | 51°45′38″N 22°30′06″E/51,760556 22,501667 |
| Osowno | wieś           |                  | 0378968 | 51°43′20″N 22°29′26″E/51,722222 22,490556 |
| Pasmugi | wieś           |                  | 0378974 | 51°41′59″N 22°28′58″E/51,699722 22,482778 |
| Podlasie | kolonia wsi    | Stara Wieś       | 0379005 | 51°41′33″N 22°30′33″E/51,692500 22,509167 |
| Podlasie-Cypel | przysiółek wsi | Stara Wieś       |         | 51°42′38″N 22°31′10″E/51,710556 22,519444 |
| Poligon Duży | przysiółek wsi | Tchórzew-Kolonia |         | 51°41′07″N 22°31′35″E/51,685278 22,526389 |
| Kolonia Południowa | część wsi      | Wola Chomejowa   |         | 51°46′52″N 22°26′13″E/51,781111 22,436944 |
| Poprzeczki | przysiółek wsi | Stara Wieś       |         | 51°42′08″N 22°31′32″E/51,702222 22,525556 |
| Kolonia Północna | część wsi      | Wola Chomejowa   |         | 51°47′15″N 22°26′41″E/51,787500 22,444722 |
| Przymiarki | część wsi      | Krasew           | 1024095 | 51°46′21″N 22°27′01″E/51,772500 22,450278 |
| Ruda | część wsi      | Krasew           | 1024103 | 51°44′41″N 22°28′40″E/51,744722 22,477778 |
| Sachalin | część wsi      | Tchórzew         |         | 51°40′35″N 22°32′46″E/51,676389 22,546111 |
| Sachalin | część wsi      | Krasew           | 1024385 | 51°44′39″N 22°26′38″E/51,744167 22,443889 |
| Sitno | wieś           |                  | 0378980 | 51°44′44″N 22°32′21″E/51,745556 22,539167 |
| Skrzynka | kolonia wsi    | Nowiny           | 0378945 | 51°43′23″N 22°26′25″E/51,723056 22,440278 |
| Stara Wieś | wieś           |                  | 0378997 | 51°42′26″N 22°33′05″E/51,707222 22,551389 |
| Kolonia Stara Wieś | kolonia wsi    | Stara Wieś       |         | 51°43′02″N 22°32′08″E/51,717222 22,535556 |
| Starowieś | część wsi      | Krasew           | 1024400 | 51°45′33″N 22°28′22″E/51,759167 22,472778 |
| Szkolna Droga | przysiółek wsi | Tchórzew-Kolonia |         | 51°40′49″N 22°31′32″E/51,680278 22,525556 |
| Tchórzew | wieś           |                  | 0379011 | 51°40′48″N 22°33′06″E/51,680000 22,551667 |
| Tchórzew-Kolonia | wieś           | Tchórzew         | 0379028 | 51°40′06″N 22°32′04″E/51,668333 22,534444 |
| Tłumne | przysiółek wsi | Stara Wieś       |         | 51°42′10″N 22°32′38″E/51,702778 22,543889 |
| Wola Chomejowa | wieś           |                  | 0379034 | 51°46′50″N 22°27′20″E/51,780556 22,455556 |
| Wola Osowińska | wieś           |                  | 0379063 | 51°43′49″N 22°27′52″E/51,730278 22,464444 |
| Kolonia Wola Osowińska | kolonia wsi    | Wola Osowińska   |         | 51°43′51″N 22°26′37″E/51,730833 22,443611 |
| Wrzosów | wieś           |                  | 0379100 | 51°42′22″N 22°34′16″E/51,706111 22,571111 |
| Kolonia Wrzosów | kolonia wsi    | Wrzosów          |         | 51°43′44″N 22°33′34″E/51,728889 22,559444 |
| Tchórzewek | kolonia wsi    | Wrzosów          | 0379117 | 51°43′04″N 22°33′12″E/51,717778 22,553333 |
| Zosin | kolonia wsi    | Wola Chomejowa   | 0379040 | 51°46′55″N 22°28′40″E/51,781944 22,477778 |
| Żabianka | przysiółek wsi | Tchórzew-Kolonia |         | 51°41′05″N 22°30′34″E/51,684722 22,509444 |
| Kolonia Żołądek | kolonia wsi    | Tchórzew         |         | 51°41′32″N 22°31′11″E/51,692222 22,519722 |
| Hektary | część wsi      | Borki            | 1024043 | 51°42′56″N 22°29′57″E/51,715556 22,499167 |
| Hektary | część wsi      | Wola Osowińska   | 0379086 | 51°43′38″N 22°25′31″E/51,727222 22,425278 |
| Laski | część wsi      | Osowno           | 1024050 | 51°43′35″N 22°28′57″E/51,726389 22,482500 |
| Pasieka | osada          |                  | 0378891 | 51°43′49″N 22°31′48″E/51,730278 22,530000 |
| Poddąbrowa | część wsi      | Krasew           | 1024089 | 51°46′13″N 22°25′52″E/51,770278 22,431111 |
| Wrzosów | osada wsi      | Wrzosów          | 0379123 | 51°42′30″N 22°34′01″E/51,708333 22,566944 |
| Źródło: Państwowy Rejestr Nazw Geograficznych – miejscowości – format XLSX, Dane z państwowego rejestru nazw geograficznych – PRNG, Główny Urząd Geodezji i Kartografii, 1 stycznia 2025 |                |                  |         |                                           |

## Zabytki na terenie gminy
Według rejestru zabytków NID na listę zabytków wpisane są obiekty:
| Adres          | Nazwa | Numer rejestru | Data decyzji | Szerokość i długość geograficzna              |
| -------------- | --- | -------------- | ------------ | --------------------------------------------- |
| Borki          | zespół pałacowy, pałac, park, spichlerz, brama                                                                   | A/163          | 23.08.1978   | 51°43′23″N 22°31′01″E/51,723056 22,516944     |
| Maruszewiec    | park dworski, XIX w.                                                                                             | A/773          | 05.10.1978   | 51°41′50″N 22°33′51″E/51,697222 22,564167     |
| Wola Osowińska | zespół dworski i kościelny XVIII, 2 poł. XIX, 1906 dwór z piętrowym skrzydłem, park z alejami, kościół, plebania | A/769          | 23.08.1978   | 51°44′04″N 22°28′02″E/51,734444 22,467222 (?) |

## Sołectwa
Borki, Krasew, Maruszewiec Nowy i Maruszewiec Stary, Nowiny, Olszewnica, Osowno, Pasmugi, Sitno, Stara Wieś, Tchórzew, Tchórzew-Kolonia, Wola Chomejowa, Wola Osowińska, Wrzosów.
Miejscowości bez statusu sołectwa to osady: Borowe i Pasieka.

## Sąsiednie gminy
Czemierniki, Kock, Radzyń Podlaski, Ulan-Majorat, Wojcieszków, Ostrówek.